# 豬皮蘿蔔
豬皮蘿蔔是一種香港小吃，使用豬皮及蘿蔔烹調而成，雖然只是使用這些低價的材料，但這些易吸收湯汁的材料經過長時間炆煮後，變得入味可口，而且因為價格便宜，尤其是在秋冬時節，是很受歡迎的小吃。
相傳當年皇帝為體察民情與民共食廉價食材，而後商家以「皇帝都食」為噱頭大賣。湯料是豬皮蘿蔔重要的組成部分，由於售賣豬皮蘿蔔的食肆通常還會供應咖哩魚蛋或車仔麵，所以通常使用沙爹、咖喱或牛腩製作湯汁，也有食店使用花椒、八角製作清湯烹調豬皮蘿蔔，特顯材料的原味。

## 咖喱三寶
豬皮蘿蔔在香港還衍生出一種叫「咖喱三寶」的小吃，所謂「三寶」是指三種食物，一般是指在豬皮及蘿蔔之外，再加入魚蛋，另外有些還加入魷魚，並使用咖喱汁一同烹調，是豬皮蘿蔔和咖喱魚蛋的結合，同樣是香港的經典咖喱小吃。